# Радишич, Живко
Живко Радишич (серб.  Живко Радишић; 15 августа 1937, Приедор — 5 сентября 2021, Баня-Лука) — боснийский сербский политический и государственный деятель. В 1998—2002 годах — член Президиума Боснии и Герцеговины («коллективный глава государства») от сербской общины; с 13 октября 1998 по 14 июня 1999 года и с 14 октября 2000 по 15 июня 2001 года — Председатель Президиума по принципу ротации членов Президиума.

## Биография
Родился 15 августа 1937 года. В 1964 году окончил факультет политологии Сараевского университета.
В 1969 году в Баня-Луке случилось сильное землетрясение, и Радишич, будучи высокопоставленным чиновником городского управления Баня-Луки, напрямую отвечал за устранение последствий землетрясения.
С 1977 по 1982 год — мэр Баня-Луки.
В 1993 году — сооснователь Социалистической партии.
В 1998 году Живко Радишич был избран членом Президиума БиГ от сербов.
Председатель Президиума Боснии и Герцеговины с 1998 по 1999 год и с 2000 по 2001 год.
Был женат на Драгине Радишич. Умер 5 сентября 2021 года в госпитале Баня-Луки.